# Nicolae Herlea
Nicolae Herlea (ur. 28 sierpnia 1927 w Bukareszcie, zm. 24 lutego 2014 we Frankfurcie nad Menem) – rumuński śpiewak operowy baryton, związany z repertuarem włoskim, około 550 razy w ciągu swojej kariery zaśpiewał partię Figara Gioacchina Rossiniego.
Studiował w Konserwatorium Muzycznym w Bukareszcie, a następnie w Accademia di Santa Cecilia pod kierunkiem Giorgia Favaretta. W 1951 zdobył pierwsze nagrody na międzynarodowych konkursach śpiewu w Genewie, Pradze, Brukseli. Debiutował na scenie w tym samym roku w Operze Narodowej w Bukareszcie (Opera Națională București) jako Silvio w Pajacach.

## Odznaczenia
- Wielki Oficer Orderu Gwiazdy Rumunii[1]
- Komandor Orderu Gwiazdy Rumunii[1]